# Jaakko Tallus
Jaakko Tapio Tallus (Lieksa, 23 de febrero de 1981) es un deportista finlandés que compitió en esquí en la modalidad de combinada nórdica. 
Participó en tres Juegos Olímpicos de Invierno, entre los años 2002 y 2010, obteniendo tres medallas: dos en Salt Lake City 2002, oro en la prueba por equipo (junto con Jari Mantila, Hannu Manninen y Samppa Lajunen) y plata en trampolín normal + 4 × 5 km por equipo, y una de bronce en Turín 2006, en la prueba por equipo (con Antti Kuisma, Anssi Koivuranta y Hannu Manninen).
Ganó tres medallas en el Campeonato Mundial de Esquí Nórdico entre los años 2001 y 2007.

## Palmarés internacional
| Juegos Olímpicos   | Juegos Olímpicos                | Juegos Olímpicos  | Juegos Olímpicos         |
| Año                | Lugar                           | Medalla           | Prueba                   |
| ------------------ | ------------------------------- | ----------------- | ------------------------ |
| 2002               | Salt Lake City (Estados Unidos) | Medalla de oro    | TN + 4 × 5 km por equipo |
| 2002               | Salt Lake City (Estados Unidos) | Medalla de plata  | TN + 15 km individual    |
| 2006               | Turín (Italia)                  | Medalla de bronce | TN + 4 × 5 km por equipo |
| Campeonato Mundial |                                 |                   |                          |
| Año                | Lugar                           | Medalla           | Prueba                   |
| 2001               | Lahti (Finlandia)               | Medalla de bronce | TN + 4 × 5 km por equipo |
| 2003               | Val di Fiemme (Italia)          | Medalla de bronce | TN + 4 × 5 km por equipo |
| 2007               | Sapporo (Japón)                 | Medalla de oro    | TN + 4 × 5 km por equipo |